# Alexander Wjatscheslawowitsch Golubew
Alexander Wjatscheslawowitsch Golubew (russisch Александр Вячеславович Голубев; * 19. Mai 1972 in Karawajewo, Oblast Kostroma) ist ein ehemaliger russischer Eisschnellläufer.
Er gewann bei den Olympischen Spielen in Lillehammer über die 500-Meter-Strecke die Goldmedaille. Er siegte vor Sergei Konstantinowitsch Klewtschenja.